# Catedral de Hamar

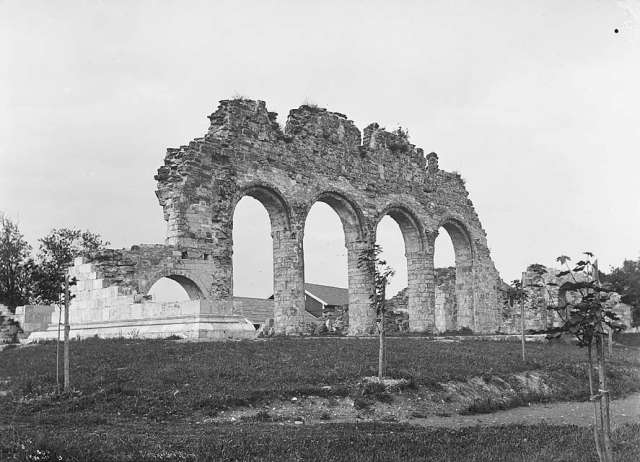
Uma fotografia das ruínas (Axel Lindahl, tirada nos anos 1890s

As ruínas da antiga Catedral de Hamar (Domkirkeruinene på Hamar) preservam o que resta da antiga Catedral de Hamar, cuja edificação foi iniciada em 1152 e completada em 1200.
Atualmente, são parte do Anno Museum (antigo "Museu de Hedmark"), na cidade de Hamar.

A catedral foi erigida em estilo românico e depois convertida para o estilo gótico. 
Em 1567, foi devastada e destruída pelo exército sueco, durante a Guerra Nórdica dos Sete Anos.

Os distintos arcos das ruínas da catedral são um dos mais ambiciosos projetos de reconstrução do seu tipo levados a cabo pelo estado norueguês. A estrutura é conhecida como "Dupla Catedral" (Dobbeltkatedralen).

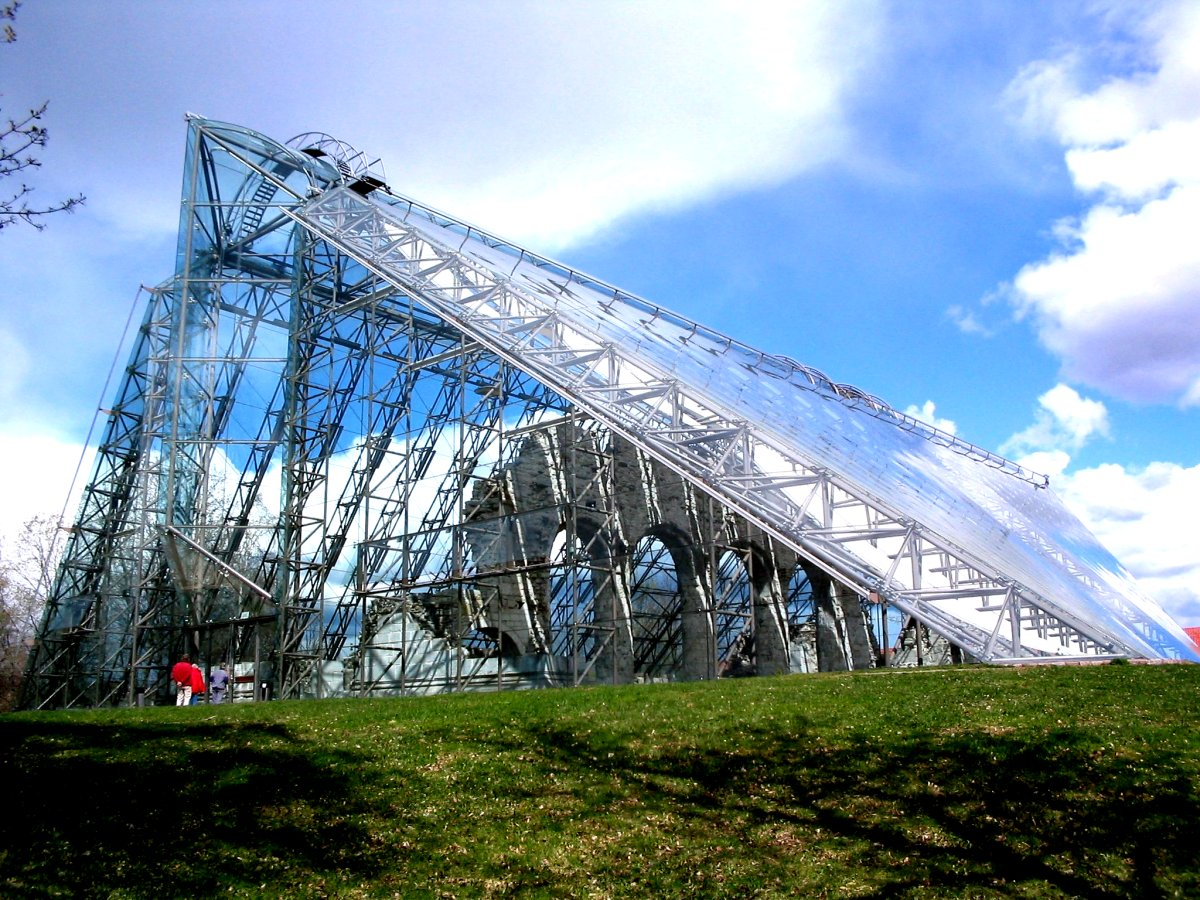
«Dobbeltkatedralen». Uma construção moderna protege as ruínas da catedral.

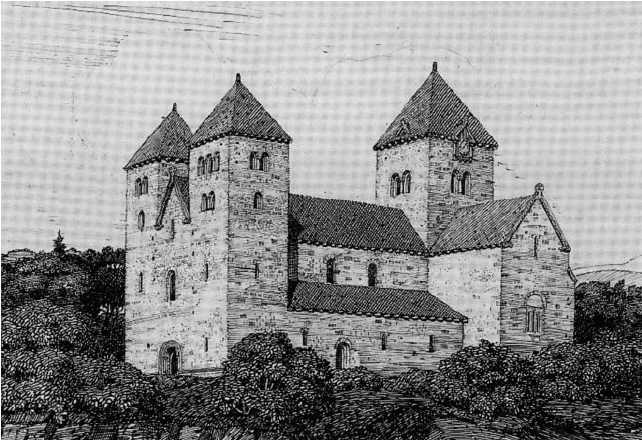
Catedral de Hamar desenhada por Olaf Nordhagen.